# ادشر معلم (قصر ابجير الجنوبية)
ادشر معلم هو دُوَّار يقع بجماعة قصر بجير، إقليم العرائش، جهة طنجة تطوان الحسيمة في المملكة المغربية. ينتمي الدوّار لمشيخة قصر ابجير الجنوبية التي تضم 14 دوار. يقدر عدد سكانه بـ 356 نسمة حسب الإحصاء الرسمي للسكان والسكنى لسنة 2004.

## روابط خارجية
- البوابة الوطنية للجماعات الترابية
- المندوبية السامية للتخطيط